# ترافيس راندال ماكدونو
ترافيس راندال ماكدونو (بالإنجليزية: Travis Randall McDonough)‏ هو محامي وقاضي أمريكي، ولد في 1972 في تشاتانوغا في الولايات المتحدة.